# آنا یانسون هاگ
آنا یانسون هاگ (انگلیسی: Anna Jönsson Haag؛ زادهٔ ۱ ژوئن ۱۹۸۶) اسکی‌باز صحرانوردی اهل سوئد است.